# Jagelló Ilona szerpuhovi fejedelemné
Jagelló Ilona (1357/1360 – 1438. szeptember 15.) vagy Litvániai Ilona, kolostori neve: Jevprakszija (Eupraxia), lengyelül: Helena Olgierdówna, litvánul: Elena Algirdaitė, ukránul: Олена Литовська, belaruszul: Алена Альгердаўна, oroszul: Елена (Евпраксия) Ольгердовна, litván nagyhercegnő, házassága révén szerpuhovi fejedelemné. Gediminas litván nagyfejedelem unokája, Jagelló litván nagyfejedelem, II. Ulászló néven lengyel király (édes)húga, Litvániai Anna lengyel királyné és férje, III. Kázmér lengyel király unokahúga, valamint Luxemburgi Zsigmond magyar király és német-római császár nagynagynénje. IV. Iván orosz cár szépanyja, azaz 5. generációs felmenője.

## Élete
Apja Algirdas (1296–1377) litván nagyfejedelem, édesanyja Rurik Julianna (1325 körül–1392), I. Alekszandr tveri fejedelem lánya.
Bátor Vlagyimir, Szerpuhov részfejedelme felesége. Házasságukból hét fiuk született, de minden gyermekét túlélte. Férje halála után kolostorba vonult, és felvette a Jevprakszija (Eupraxia) nevet. Dédnagymamaként halt meg.

## Alakja az irodalomban és a filmművészetben
Krúdy Gyula 1925-ben megjelent regényében, a Tizenhat város tizenhat leánya c. könyvében és az ebből készült tévéfilmben, a Tizenhat város tizenhat leánya c. tévéjátékban megjelenik a lengyel király húga, de a regényben és a filmben a testvérnénje, és csak fejedelemasszonynak hívják. A történet szerint a lengyelországi Szandec várában él apácafejedelem-asszonyként, viszont a történelmi alak özvegyként is orosz területen maradt. Az 1412-ben Zsigmond magyar király által II. Ulászló lengyel királynak elzálogosított szepesi város polgárlánya, a késmárki Fabeícius Anna túszként a fejedelemasszonynak a kolostorába kerül. A király lányát pedig a királyi csillagász jóslata miatt, miszerint a hercegnőt veszély fenyegeti az udvarban, a lengyel király a húgához, a hercegnő nagynénjéhez, a fejedelemasszonyhoz küldi. A csillagász azonban elárulja a királyt, és a lányát el akarja raboltatni, aki egy titkos alagúton mégis bejut épségben a nagynénje várába, ahol összeismerkedik a késmárki takácsmester lányával, akivel nemcsak a nevük hasonló, hanem a külsejük is, ezért szerepet cserélnek, mikor a hercegnő életét veszély fenyegeti. Ugyanis a hajdemákok vezetője elrabolja a magát Anna hercegnőnek kiadó Fabrícius Annát. Lubomirszky herceg párbajban megöli a rablóvezért, és kiszabadítja a hercegnőnek hitt Annát. A történet végén a hercegnő kolostorba vonul, és a herceg nem korábbi jegyesét, hanem Fabrícius Annát vezeti oltárhoz. A filmben a lengyel király húgának, a fejedelemasszonynak a megformálója Temessy Hédi volt.

## Gyermekei
- Férjétől, Bátor Vlagyimir (1353–1410) szerpuhovi (rész)fejedelemtől, 7 fiú:
  - András (?–1405 előtt)
  - Iván (1381–1422), II. Iván néven szerpuhovi (rész)fejedelem, felesége Rurik Vaszilissza rjazanyi hercegnő, 1 leány
  - Simeon (1381 után–1426) szerpuhovi (rész)fejedelem, felesége Vaszilissza (–1462 után) novoszili hercegnő
  - Jaroszlav (1388/89–1426), Borovszk hercege, 1. felesége Anna (–1411) jaroszlavli hercegnő, 2. felesége Marija Fjodorovna Goltyajeva, 3 gyermek, többek között:
    - (2. házasságából): Borovszki Mária (Marfa) (1418 körül–1484/85), férje II. Vaszilij moszkvai nagyfejedelem (1415–1462), 8 gyermek, többek között:
      - György (1437–1441), a dédunoka

  - Fjodor (1389–1405 előtt)
  - András (1392–1426), Radonezs hercege, felesége N. Dmitrijevna Vszevolozsszkaja, 1 lány
  - Vaszilij (1394–1427), felesége Julianna (Uljana) Mihajlovna (–1447 után), apácaként Ilona, nem születtek gyermekei